# Nordseebilder
Nordseebilder (Images de la mer du nord) est une valse de Johann Strauss II (op. 390). L'œuvre est créée le 16 novembre 1879 dans la salle de concert de la Musikverein  sous la direction de son frère Eduard.

## Histoire
La valse est composée lors de vacances que Johann Strauss passe sur l'île de Föhr, en mer du Nord. Il incorpore dans cette œuvre les impressions de la mer et de la terre qu'il y a ressenties, d'où également le nom de la valse. La première a lieu le 16 novembre 1879 dans la salle de concert de la Musikverein de Vienne. En l'absence du compositeur, c'est son frère Eduard qui la dirige. Le 30 novembre, la valse est de nouveau jouée au même endroit, cette fois sous la direction du compositeur. Les critiques sont favorables mais pas euphoriques. En conséquence, l’œuvre disparaît des répertoires de concert. Ce n’est que progressivement qu'elle y reviendra.

## Durée
Sa durée d'exécution est de 9 minutes et 15 secondes. Elle peut varier selon l'interprétation musicale du chef d'orchestre.

## Postérité
La pièce est jouée lors du célèbre concert du nouvel an à Vienne : en 1952 (Clemens Krauss) ; 1972 (Willi Boskovsky) ; 1984 (Lorin Maazel) ; 1998 (Zubin Mehta) ; 2005 (Lorin Maazel) ; 2019 (Christian Thielemann).